# Soldato di cioccolata
Soldato di cioccolata (The Chocolate Soldier) è un film del 1941 diretto da Roy Del Ruth.
Il film non vinse nessun Oscar, ma ottenne tre candidature. Karl Freund fu candidato all'Oscar alla miglior fotografia in bianco e nero mentre Herbert Stothart e Bronislau Kaper furono nominati per la migliore colonna sonora per un film musicale. La MGM e il direttore della registrazione Douglas Shearer ottennero la candidatura per il miglior sonoro.

## Trama
Il pannello di apertura recita: "Questa storia si svolge in Balkany. Il tempo non possiamo fissarlo. Quando Russi, Prussiani, Turchi e Ceci erano restii a mescolarsi."
Karl Lang e Maria Lanyi non sono solo stelle d'opera di successo, ma sono anche recentemente sposati. Tuttavia, entrambi soffrono di gelosia l'uno per l'altro, poiché entrambi ricevono molta attenzione dai membri del sesso opposto. La gelosia di Karl si acuisce, tuttavia, quando Maria gli dice che intende lasciare la loro attuale carriera di commedia musicale e cercare una carriera nell'opera. Karl lo vede come un pretesto per passare più tempo lontano da lui.
Per mettere alla prova i suoi sospetti gelosi, Karl escogita un piano per impersonare un cantante russo, Vassily Vassilievitch, e corteggiare Maria con quella falsa identità. Il piano, tuttavia, va storto quando Maria sembra iniziare a rispondere alle avances di Vassily. Sconosciuto a Karl, Maria ha visto attraverso la sua impersonazione ed è entusiasta che suo marito farebbe tali sforzi per la sua attenzione. Anche il cane della coppia vede attraverso il travestimento di Karl. Quando gli eventi culminano con un confronto sul palco tra un Karl travestito e Maria, lei rivela la sua conoscenza fin dall'inizio che Vassily era in realtà Karl, e i due vivono felici e contenti, tranne, ovviamente, per le continue flirtazioni di Maria.

## Produzione
Il film fu prodotto dalla Loew's e dalla Metro-Goldwyn-Mayer (MGM).

## Distribuzione
Distribuito dalla Metro-Goldwyn-Mayer (MGM), uscì il 31 ottobre 1941 presentato in prima a New York; in novembre fu distribuito nelle sale USA. In Svezia, uscì con il titolo Min hjälte il 3 agosto 1942, in Finlandia il 21 marzo 1943, rititolato Suklaasotilas, mentre in Portogallo venne distribuito il 1º giugno 1943 come O Soldado de Chocolate.